# Thomas Mermillod-Blondin
Thomas Mermillod-Blondin, né le 3 janvier 1984 à Annecy, est un skieur français. Il termine troisième de la Coupe du monde de combiné en 2013 et 2014 et deuxième en 2016.

## Carrière
Membre de l'équipe de France, il est spécialisé des épreuves techniques que sont le géant, le slalom ainsi que le combiné. Sa carrière officielle débute en 1999, mais découvre la Coupe du monde en janvier 2007 à Adelboden.
Il termine à la 6e place du combiné aux championnats du monde de ski de Val-d'Isère en 2009. Il termine 19e de cette même épreuve aux Jeux olympiques de Vancouver en 2010 et 21e du slalom. Le 26 février 2011, il obtient son premier podium en Coupe du monde en terminant troisième du super-combiné de Bansko. Après deux autres podiums en combiné en 2012 et 2013, il se classe deuxième du super G de Lenzerheide derrière Alexis Pinturault.
Aux Jeux olympiques d'hiver de 2014, il est 15e du super G et ne termine pas le combiné.
En janvier 2016, il obtient deux podiums en super combiné à Kitzbühel et Chamonix. Il se classe deuxième de la Coupe du monde de la spécialité, son meilleur rang en carrière.
Il est indisponible toute la saison 2016-2017 et doit se faire opérer du tendon de la cuisse en amont de la saison suivante.
Il est sixième du combiné des Jeux olympiques de Pyeongchang en 2018.
Son dernier départ de Coupe du monde a lieu en 2019 à Bansko.

## Palmarès

### Jeux olympiques
| Épreuve / Édition | Vancouver 2010 | Sotchi 2014 | Pyeongchang 2018 |
| Slalom            | 21e            | -           | -                |
| Slalom géant      | Abandon        | -           | -                |
| Super G           | -              | 15e         | -                |
| Combiné           | 19e            | Abandon     | 6e               |

### Championnats du monde
| Épreuve / Édition | Val d'Isère 2009 | Schladming 2013 | Vail - Beaver Creek 2015 | Åre 2019 |
| Super G           | -                | 21e             | -                        | -        |
| Combiné           | 6e               | Abandon         | 9e                       | 32e      |

### Coupe du monde
- Meilleur classement général : 28e en 2014.
- 6 podiums (cinq en super combiné et un en super G).

#### Différents classements en Coupe du monde
| Année/Classement | Année/Classement | Général | Général | Descente | Descente | Super G | Super G | Slalom géant | Slalom géant | Slalom | Slalom | Combiné | Combiné |
| ---------------- | ---------------- | ------- | ------- | -------- | -------- | ------- | ------- | ------------ | ------------ | ------ | ------ | ------- | ------- |
| Année/Classement | Année/Classement | Class.  | Points  | Class.   | Points   | Class.  | Points  | Class.       | Points       | Class. | Points | Class.  | Points  |
| 2008             | 2008             | 113e    | 24      | -        | -        | -       | -       | 43e          | 24           | -      | -      | -       | -       |
| 2009             | 2009             | 86e     | 59      | -        | -        | -       | -       | 43e          | 10           | 37e    | 30     | 28e     | 19      |
| 2010             | 2010             | 69e     | 99      | -        | -        | -       | -       | 25e          | 53           | 44e    | 17     | 29e     | 29      |
| 2011             | 2011             | 61e     | 125     | -        | -        | -       | -       | 34e          | 24           | 44e    | 21     | 11e     | 80      |
| 2012             | 2012             | 60e     | 135     | -        | -        | 62e     | 1       | 39e          | 18           | 39e    | 23     | 11e     | 93      |
| 2013             | 2013             | 31e     | 203     | -        | -        | 22e     | 46      | 32e          | 29           | 38e    | 32     | 3e      | 96      |
| 2014             | 2014             | 28e     | 283     | -        | -        | 8e      | 160     | 30e          | 33           | -      | -      | 3e      | 90      |
| 2015             | 2015             | 78e     | 76      | -        | -        | 31e     | 47      | -            | -            | -      | -      | 17e     | 29      |
| 2016             | 2016             |         | 246     | 50e      | 12       | 29e     | 52      | -            | -            | 48e    | 12     | 2e      | 170     |
| 2018             | 2018             | 118e    | 20      | -        | -        | -       | -       | -            | -            | -      | -      | 24e     | 20      |
| 2019             | 2019             | 120e    | 20      | -        | -        | -       | -       |              | -            | -      | -      | 24e     | 20      |

Dès 2013, la Fédération internationale de ski décide de ne pas attribuer de globe concernant le classement du combiné.

### Coupe d'Europe
- 1 victoire (en slalom).

### Championnats de France

#### Elite
- Champion de France de super G en 2014, Vice-champion de France en 2012 et 2015, 3e en 2013 et 2018.
- Champion de France de slalom en 2013, Vice-champion de France en 2011 et 2012, 3e en 2007 et 2010.
- Vice-champion de France de slalom géant en 2009 et 2012.
- Vice-champion de France du combiné en 2008 et 2014.

#### Jeunes
Champion de France Junior de slalom en 2003